# シャドーフリート
シャドーフリート（英語: shadow fleet）とは、「制裁対象品を密輸するために隠蔽手段を用いる船団」をいう。シャドーフリートは、経済制裁に対する直接的な回避策として利用される。広義には、未登録または不正な船舶を使用して海域で制裁を回避する行為を指す。一般的に輸出入される商品には、石油や鉄などの原材料、贅沢品、武器、防衛技術などが含まれる。闇の船団、ダークフリート（英語: dark fleet）とも。
シャドーフリートには、複雑な手法が用いられる。これらの手法は十分に文書化されており、関係者間で類似しているが、調整、協力、リソース、政治的意志の欠如により、当局にとり執行上の問題を引き起こす。さらに、シャドーフリートが実行されるのはグレーゾーン事態で、多くの場合、沿岸国の管轄外の公海で活動するため、逮捕や押収が困難である。
2022年ロシアのウクライナ侵攻以来、ロシア産石油を密輸するタンカーが注目されている。これにより、そのような船団の地政学的影響、制裁の有効性、それらがもたらす安全保障リスクに対する懸念が高まっている。実際、シャドーフリートには、事故や石油流出による潜在的損害をカバーするのに十分な賠償責任保険に加入していない、15年以上経過した、未認可の原油タンカーが多いため、海上安全保障、海洋環境に深刻な脅威をもたらす。IMOは、2023年10月に初めて「ダークフリート」という用語を定義する決議に署名し、不明瞭な取引を行う船舶に対する新しい執行手段を作成する意向を示した。
主に古い船で構成され、直近で船舶検査がなされておらず、整備水準が低く、所有者が不明瞭で、保険が著しく不十分な300から600隻のタンカーの艦隊が、現在、制裁と高額な保険費用を回避するために「ダークフリート」または「シャドーフリート」として運用されている。—IMO、「ダークフリート」の船舶間石油移送・タンカーへの対応、第110回法務委員会（2023年4月）を翻訳